# 现代汉诗奖
现代汉诗奖，1990年代初中国境内由《现代汉诗》编委会创立的一个独立于官方体制之外的全国性诗歌奖。第一届获奖者是上海诗人孟浪（1992），第二届获奖者是北京诗人西川（1994）。仅评选二届，因《现代汉诗》于1990年代中停刊而中止。